# Alkoholno vrenje
Alkoholno vrenje ali alkoholna fermentacija je biološki proces, pri katerem so sladkorji, kot so glukoza, fruktoza in saharoza, pretvorjeni v energijo v obliki adenozin trifosfata (ATP), pri tem pa nastaneta etanol in ogljikov dioksid (CO2) kot presnovna (metabolna) odpadna produkta. Proces poteka kot pri vseh vrstah vrenj v anaerobnih pogojih (tj. v odsotnosti kisika), encime za katalizo procesa pa proizvajajo kvasovke.

## Biokemijski vidik procesa
Neto reakcija alkoholnega vrenja, pri čemer v vlogi sladkorja nastopa glukoza, je sledeča:
{\displaystyle \mathrm {C_{6}H_{12}O_{6}\,+\,2\;ADP\,+\,2\;P_{i}\;\longrightarrow \;2\;C_{2}H_{5}OH\,+\,2\;CO_{2}\,+\,2\;ATP} .}

Spodnja slika shematično prikazuje potek alkoholnega vrenja. Molekula glukoze se razcepi na dve molekuli piruvata (1), energija te eksotermne reakcije pa se porabi za vezavo anorganskih fosfatov na adenozin difosfat (ADP) ter redukcijo nikotinamid dinukleotida (NAD+ v NADH). Molekuli piruvata se nato pretvorita v dve molekuli etanala oz. acetaldehida in pri tem oddata po eno molekulo ogljikovega dioksida (2). Acetaldehida se nato pretvorita v etanol z oksidacijo NADH, tj. vezavo vodikovega protona (3).

## Gospodarski pomen
V industriji je alkoholno vrenje pomembno za proizvodnjo alkoholnih pijač, kefirja ter bioetanola, pomembno pa je tudi pri vzhajanju testa za kruh. Tako se npr. s fermentacijo sladkorjev vino proizvaja iz grozdja, medica iz meda, pivo iz žita (najpogosteje iz ječmena), rum pa iz sladkornega trsa. Bioetanol se na toplejših območjih pridobiva iz sladkornega trsta, na območjih z zmernim podnebjem pa iz koruze ali sladkorne repe.